# يوان واتشر
يوان واتشر (بالفرنسية: Yoann Wachter)‏ (مواليد 7 أبريل 1992) هو لاعب كرة قدم غابوني فرنسي الميلاد، يلعب في مركز وسط الملعب لصالح نادي لوريان في الدوري الفرنسي الدرجة الأولى.

## إحصائيات
| النادي        | الدوري                        | الموسم  | الدوري | الدوري | الكأس | الكأس | كأس الرابطة الفرنسية | كأس الرابطة الفرنسية | المجموع | المجموع |
| النادي        | الدوري                        | الموسم  | ظهور   | أهداف  | ظهور  | أهداف | ظهور                 | أهداف                | ظهور    | أهداف   |
| ------------- | ----------------------------- | ------- | ------ | ------ | ----- | ----- | -------------------- | -------------------- | ------- | ------- |
| لوريان        | الدوري الفرنسي الدرجة الأولى  | 2013–14 | 0      | 0      | 1     | 0     | 0                    | 0                    | 1       | 0       |
| لوريان        | الدوري الفرنسي الدرجة الأولى  | 2014–15 | 8      | 0      | 1     | 0     | 2                    | 0                    | 11      | 0       |
| سيدان (إعارة) | الدوري الفرنسي الدرجة الوطنية | 2015–16 | 22     | 0      | 5     | 1     | 0                    | 0                    | 27      | 1       |
| المجموع       | المجموع                       | المجموع | 30     | 0      | 7     | 1     | 2                    | 0                    | 39      | 1       |

## روابط خارجية
- يوان واتشر على موقع رابطة كرة القدم الفرنسية للمحترفين (الإنجليزية)
- يوان واتشر على موقع قاعدة بيانات كرة القدم.إي يو (الإنجليزية)
- يوان واتشر على موقع ليكيب (الفرنسية)
- يوان واتشر على موقع ناشيونال فوتبول تيمز (الإنجليزية)
- يوان واتشر على موقع Soccerway.com (الإنجليزية)
- يوان واتشر على موقع AS.com (الإسبانية)